# Atuação (psicologia)
Atuação (agieren, do idioma alemão) em psicologia é um mecanismos de enfrentamento caracterizado pela encenação impulsiva de uma fantasia ou um desejo inconsciente, como forma de evitar o afeto doloroso. O termo original empregado por Freud, agieren,  alude ao fato de que em vez de lembrar e verbalizar determinados sentimentos reprimidos, o indivíduo os substitui por atitudes e ações motoras que funcionam como sintomas. Em Recordar, repetir e elaborar (1914), afirmou que "o automatismo da repetição substitui a compulsão à recordação".

## Em análise
Freud considerou que os pacientes em análise tendiam a encenar seus conflitos em vez de lembrá-los – compulsão à repetição. A tarefa analítica era, então, ajudar "o paciente que não se lembra de nada do que esqueceu e reprimiu, mas encena" para substituir a atividade pela memória passada.
Otto Fenichel acrescentou que a atuação em um cenário psicanalítico potencialmente oferece insights valiosos para o terapeuta; mas era no entanto um resistência na medida em que lida apenas com o presente às custas de ocultar a influência subjacente do passado. Lacan também falou do "valor corretivo de encenar (acting out)", embora outros o tenham qualificado com a condição de que a encenação deva ser limitada na medida de sua destrutividade/autodestruição.
Annie Reich apontou que o analista pode usar o paciente agindo em uma contratransferência indireta, por exemplo, para obter a aprovação de um supervisor.

## Interpretations
The interpretation of a person's acting out and an observer's response varies considerably, with context and subject usually setting audience expectations. A interpretação de uma atuação e a resposta de um observador variam consideravelmente, sendo comum que o contexto e o assunto estabeleçam a expectativa de efeito em quem presencia a atuação. 

### Na parentalidade
À medida que as crianças se desenvolvem, muitas vezes aprendem a substituir as estratégias por busca de atenção por formas de comunicação mais socialmente aceitáveis e construtivas. Na adolescência, atuar sob a forma de comportamentos rebeldes, como fumar, furtar lojas e usar drogas, pode ser entendido como "um pedido de ajuda". Esse comportamento pré-delinquente pode ser uma busca de contenção dos pais ou de outras figuras parentais. O jovem pode parecer disruptivo, mas esse comportamento é muitas vezes motivado pela incapacidade de regular as próprias emoções de outra forma.

### Em vício
No vício de comportamento ou substância, a encenação pode dar ao viciado a ilusão de estar no controle.

### Em criminologia
Criminologistas debatem se a delinquência juvenil é uma forma de encenação, ou se reflete conflitos mais amplos envolvidos no processo de socialização.